# 多治見国長

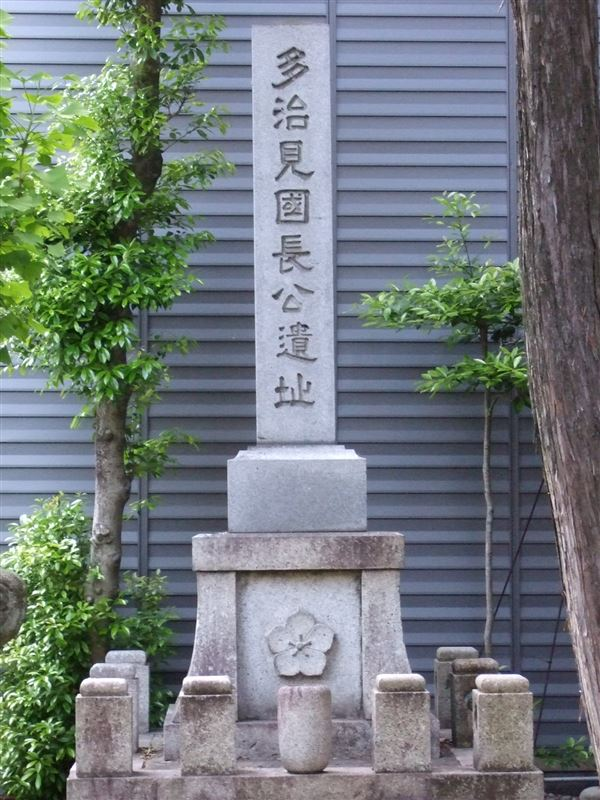
多治見国長邸宅跡（岐阜県多治見市）

多治見 国長（たじみ くになが）は、鎌倉時代末期の武将。

## 略歴
国長は土岐氏（美濃源氏）の流れを汲む饗庭氏一門で、美濃国土岐郡多治見郷（現・岐阜県多治見市）を本拠としていた。
後醍醐天皇から鎌倉幕府打倒の命が惣領家の土岐頼貞に出された。
頼貞は母も妻も北条氏から嫁していたので、情報が漏れるのを案じて鶴ヶ城で謀り、
頼貞は十男の頼兼を大将として、副将を多治見国長、一族の尾里国定、その弟の萩原国実、市原国宗、深澤定氏、猿子国行、舟木頼春（土岐頼員）その郎党ら200名で京都へ潜入することにした。
足助氏の当主の足助貞親（加茂重成）らと共に参加し、日野資朝の招きにより元亨4年/正中元年（1324年）京都に入った。
しかし、頼員がその計画を六波羅探題の奉行の斎藤利行の娘である妻に漏らしてしまったことから事前に露見し、六波羅探題の配下である小串範行によって夜中に急襲を受けた。
『太平記』巻一「頼員回忠事」によれば、無礼講による終夜の酒に酔っていたが、この急襲の声に驚いて慌て騒いだ。無防備であったが、共に寝ていた物馴れた遊女の機転により鎧兜を身につけ、寝入っている者を起こすことができたという。国長は頼兼と共に少数の手勢を率いて奮戦したが、最終的には館の裏手を突破されたことから観念し、一族郎党と共に自害して果てた（正中の変）。
1905年（明治38年）11月18日、正四位を追贈された。
国長は地元の多治見市で現在でも人気があり、「多治見まつり」の際に行われる武者行列の中でも、主役の扱いを受けている。また同市内には国長の邸宅跡があり、県の史跡に指定されている。